# 都築弘
都築 弘（つずき ひろむ、1946年1月12日 - ）は、日本の裁判官。法務省大臣官房訟務総括審議官や、札幌地方裁判所所長を経て、東京高等裁判所部総括判事を最後に定年退官し、中央労働委員会会長代理を務めた。

## 人物・経歴
名古屋大学法学部卒業。名古屋大学大学院法学研究科修士課程修了後、1973年名古屋地方裁判所判事補。東京地方裁判所判事、法務省訟務局民事訟務課長、法務省訴務局総務課長。法務省大臣官房参事官、東京地方裁判所部総括判事、法務省大臣官房訟務総括審議官、札幌地方裁判所所長を経て、2011年東京高等裁判所部総括判事を最後に定年退官し、のち中央労働委員会会長代理を務めた。2016年瑞宝重光章受章。

## 裁判
- 東京都教育委員会による、日本の国旗に向かっての君が代斉唱を義務付ける通達につき、日野「君が代」伴奏拒否訴訟判決を踏襲し、教育基本法や日本国憲法第19条に反するものではないとした[2]。

## 著書
- 『不当労働行為の審査と訴訟』ぎょうせい 2015年